# كارل تريمبلاي
كارل تريمبلاي (28 أكتوبر 1976 - 15 نوفمبر 2023) كان مغنيًا كنديًا، وهو المغني الرئيسي لفرقة Les Cowboys Fringants التي أسسها في عام 1994 مع جان-فرانسوا بوزي.